# Albert Ammons
Albert Clifton Ammons (ur. 4 września 1905 w Chicago, zm. 7 czerwca 1964 tamże – afroamerykański pianista, czołowy przedstawiciel stylu boogie-woogie. Ojciec saksofonisty jazowego Gene’a Ammonsa.

## Życiorys
Jego oboje rodzice grali na fortepianie. Dzięki nim on też nauczył się grać, mając dziesięć lat. Ćwiczył na domowym pianinie razem z kolegą szkolnym – Meade’em „Luxem” Lewisem, który został jego przyjacielem na całe życie. Lewis zainteresował go stylem boogie-woogie, który lubił również jego ojciec. Jako nastolatek grał także na werblu w marszowej orkiestrze dętej. Szybko zaczął grać w różnych zespołach w klubach Chicago. Po I wojnie światowej zainteresował się bluesem. Słuchał miejscowych pianistów: Hersala Thomasa oraz braci Alonza i Jimmy’ego Yanceyów.
W wieku siedemnastu lat zatrudnił się jako taksówkarz w The Silver Taxicab Company. W takim samym charakterze pracował tam również Meade Lewis. Firma wstawiła do swojej siedziby pianino, żeby obaj mogli grać w wolnym czasie. Razem wynajmowali się także do „muzycznej obsługi” przyjęć. Po zmianie pracy grał dla uprzyjemnienia podróży pasażerom w pociągach kursujących między Chicago a stanami południowymi.
Na początku lat 30. występował z małymi zespołami lokalnymi. W 1934 założył swoją grupę, z którą przez dwa lata grał w jednym z najbardziej popularnych lokali jazzowych w Chicago – klubie DeLisa. Występował z trębaczem Guyem Kellym, saksofonistą i klarnecistą Dalbertem Brightem, gitarzystą Ikem Perkinsem, kontrabasistą Israelem Crosbym i perkusistą Jimmym Hoskinsem, którzy stworzyli pierwszy skład jego grupy The Rhythm Kings. W 1936 nagrał z nią dla wytwórni Decca utwory Boogie Woogie Stomp i Swanee River Boogie, które przysporzyły mu popularności jako pianiście boogie-woogie. Na początku 1938 wyjechał do Nowego Jorku. Razem z innym mistrzem pianistyki boogie-woogie – Pete’em Johnsonem grał w klubie Café Society. Często towarzyszyli im: trzeci fortepianowy koryfeusz boogie-woogie i jego przyjaciel – Meade „Lux” Lewis oraz wokalista Big Joe Turner. 23 grudnia 1938 cała czwórka wstąpiła w Carnegie Hall na słynnym koncercie „From Spirituals to Swing”, który wywołał wielką modę na boogie-woogie. Dwa tygodnie później, będący na koncercie, producent muzyczny Alfred Lion nagrał podczas jednodniowej sesji w wynajętym studiu dziewięć utworów Ammonsa, m.in. Boogie Woogie Stomp i The Blues, osiem Lewisa oraz dwie kompozycje grane w duecie. Były to pierwsze pozycje w katalogu nowo otwartej przez Liona wytwórni Blue Note Records. W 1939 i 1940 nagrywał dla niej jako sideman w zespole The Port of Harlem Jazzmen, którego liderami byli kolejno: trębacz Frankie Newton i puzonista J.C. Higginbotham.  Ammons, Lewis i Johnson występowali także z powodzeniem jak The Boogie Woogie Trio.
W 1941 nagrał dla firmy Victor szereg utworów w duecie z Johnsonem. W tym samym roku jego muzykę opatrzył animacjami reżyser Norman McLaren w swojej krótkometrażowej produkcji non-camera, zatytułowanej: Boogie-Doodle. Natomiast on sam w 1944 wystąpił (obok Johnsona i zespołu Teddy’ego Wilsona) w trzynastominutowym fabularnym filmie muzycznym Boogie-Woogie Dream z Leną Horne w roli śpiewającej pomocy kuchennej.
W 1945 powrócił do Chicago. Mimo że popularność boogie-woogie znacznie się zmniejszyła, kłopoty z pracą go ominęły. Miał stały angaż w klubie The Bee Hive. Ponadto jako lider The Rhythm Kings akompaniował legendarnej wokalistce bluesowej – Sippie Wallace podczas sesji nagraniowych w wytwórni Mercury. W 1946 nagrywał również ze swoim synem, saksofonistą tenorowym – Genem. W ostatnim okresie życia współpracował z Lionelem Hamptonem i jego orkiestrą. W styczniu 1949 zagrał w Białym Domu dla prezydenta Harry’ego Trumana na inauguracji jego drugiej kadencji.
Zmarł przedwcześnie w wieku 42. lat. Został pochowany na cmentarzu Lincolna w miejscowości Blue Island, położonej na obrzeżach Chicago.

## Twórczość

### Znane utwory jego kompozycji
Boogie Woogie Prayer, Boogie Woogie Stomp, Shout for Joy, Woo-Woo

### Wybrana dyskografia
- 1941 Pete Johnson–Albert Ammons – 8 to the Bar (RCA Victor)
- 1954 Albert Ammons – Boogie Woogie Piano (Mercury}
- 1957 Albert Ammons and His Rhythm Kings (Brunswick Records)
- 1975 Albert Ammons – Boogie Woogie Piano Stylings (Mercury)
- 1982 Albert Ammons – King of Blues and Boogie Woogie – Vol. 2 (Oldie Blues)
- 1995 The Boogie Woogie Trio Vol. 1 – Albert Ammons–Pete Johnson–Meade „Lux” Lewis (Storyville)
- 1997 The Boogie Woogie Trio Vol. 2 – Albert Ammons–Pete Johnson–Meade „Lux” Lewis (Storyville)
- The Boogie Woogie Trio – Broadcast Recordings From 1939 Never Issued Before On Records (Riverside)
- The Complete Library of Congress Boogie Woogie Recordings of Albert Ammons, Pete Johnson & Meade Lux Lewis (Storyville)

Z Genem Ammonsem
- 2001 Blowing The Blues Away – Gene Ammons Featuring Billy Eckstine–Albert Ammons – 1944/1947 (EPM Musique)

Z The Port of Harlem Jazzmen
- 1984 The Complete Recordings of the Port of Harlem Jazzmen (Mosaic Records)

Zestawienie wg dat wydania płyt